# Wrightia pubescens
Wrightia pubescens là một loài thực vật có hoa trong họ La bố ma. Loài này được R.Br. miêu tả khoa học đầu tiên năm 1810.

## Hình ảnh

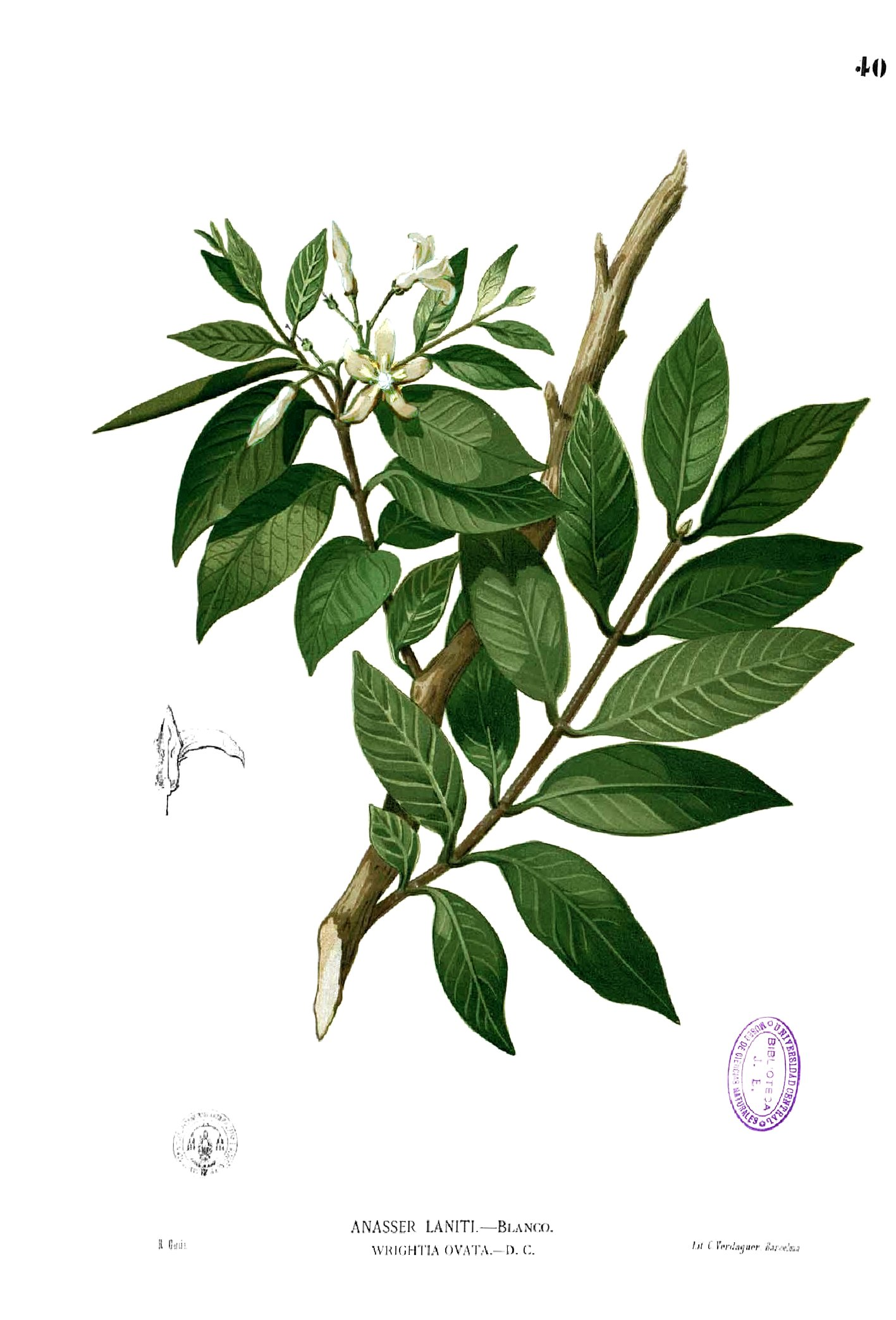
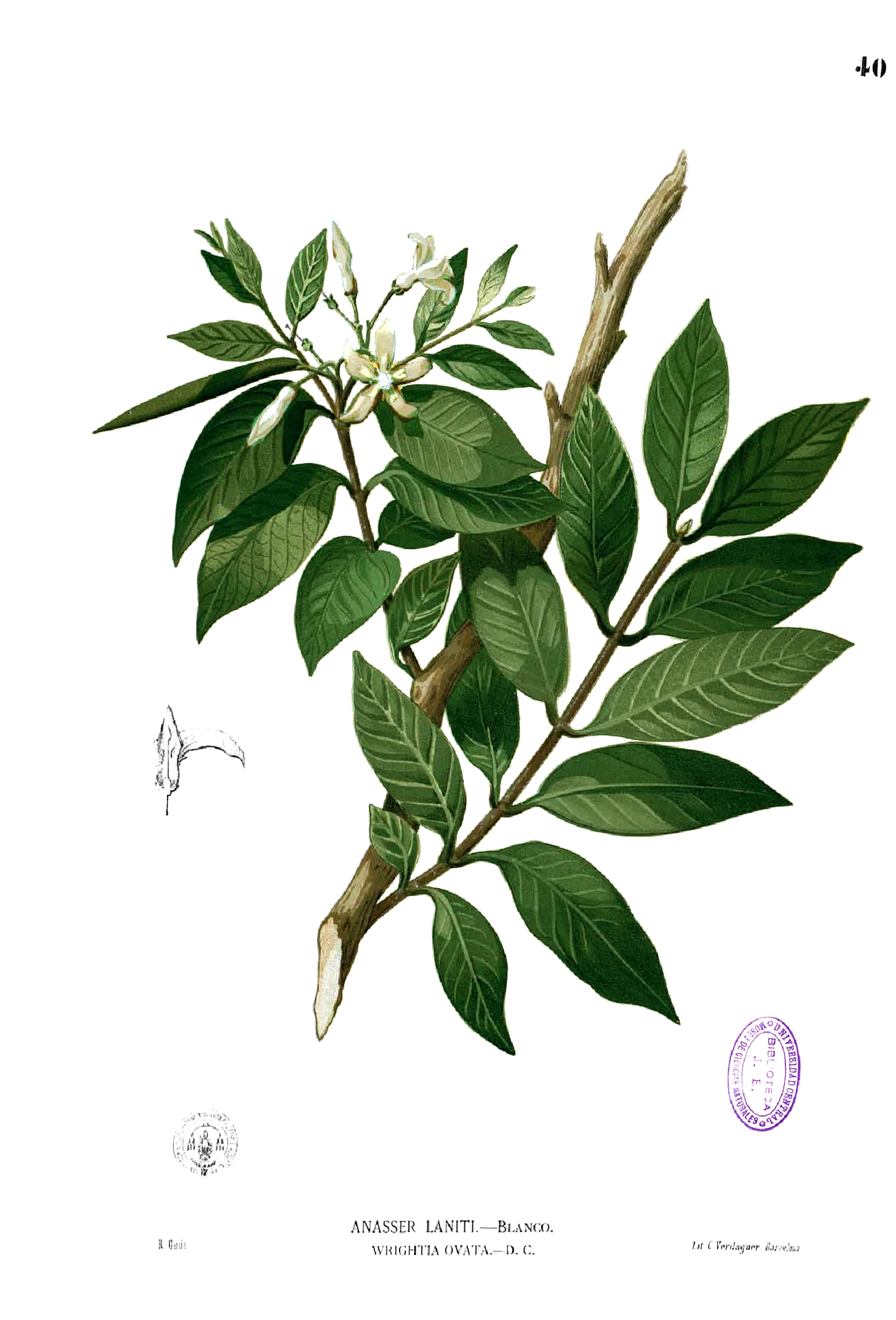